# Вильегас, Луис Фернандо Лукуми
Луис Фернандо Лукуми Вильегас (исп. Luis Fernando Lucumí Villegas; род. 2 февраля 1998) ― колумбийский легкоатлет-паралимпиец. Страдает церебральном параличом. Чемпион Панамериканских Паралимпийских игр 2019 года в метании копья в Лиме (Перу). Серебряный призёр летних Паралимпийских игр 2016 года в Рио-де-Жанейро. Бронзовый призёр летних Паралимпийских игр 2020 года.

## Биография
Родился 2 февраля 1998 года в Колумбии.
Луис Фернандо Лукуми Вильегас представлял Колумбию на летних Паралимпийских играх 2016 года в Рио-де-Жанейро (Бразилия), где выиграл серебряную медаль в метании копья среди мужчин F38. Он также участвовал в беге на 100 метров T38 среди мужчин, но там остался без медалей.
В 2019 году на Панамериканских Паралимпийских игр 2019 года в Лиме (Перу) выиграл золотую медаль в метании копья в дисциплине F37/38.
В 2019 году Луис Вильегас получил право представлять Колумбию на Летних Паралимпийских играх 2020 года после того, как занял 4-е место в соревнованиях по метанию копья F38 среди мужчин на чемпионате мира по паралимпийской лёгкой атлетике 2019 года, который проходил в Дубае (Объединённые Арабские Эмираты).
На летних Паралимпийских играх 2020 года в Токио Луис Вильегас завоевал бронзовую медаль в метании копья в дисциплине для инвалидов F38.